# NGC 684
NGC 684 este o galaxie spirală situată în constelația Triunghiul. A fost descoperită în 26 octombrie 1786 de către William Herschel. Se află la o distanță de 43,65 de megaparseci de Pământ.